# Dălbok Dol, Loveci
Dălbok Dol (în bulgară Дълбок Дол) este un sat în comuna Troian, regiunea Loveci,  Bulgaria. 

## Demografie
Componența etnică a satului Dălbok Dol
     Turci (2,39%)
     Bulgari (95,8%)
     Romi (1,19%)
     Nicio identificare (0,59%)
La recensământul din 2011, populația satului Dălbok Dol era de 334 locuitori. Din punct de vedere etnic, majoritatea locuitorilor (95,8%) erau bulgari, existând și minorități de turci (2,39%) și romi (1,19%). Pentru 0,59% din locuitori nu este cunoscută apartenența etnică.